# Хоффман Мацци, Силвио
Си́лвио Хоффман Мацци (порт. Sylvio (Sílvio) Hoffman Mazzi; 11 мая 1908, Рио-де-Жанейро — 15 ноября 1991, Сан-Паулу) — бразильский футболист, центральный защитник. Участник чемпионата мира 1934 года, где провёл одну игру с Испанией. Выступал за многие бразильские команды и один сезон провёл в уругвайском «Пеньяроле». Чемпион штата Рио-де-Жанейро 1935 года.

## Карьера
Выступал за клуб «Флуминенсе», где дебютировал 3 апреля 1927 года в матче с «Америкой» (2:1). В том же году защитник выиграл с командой турнир Начала чемпионата Рио-де-Жанейро. Он выступал за клуб два сезона, проведя 23 матча. Последнюю встречу в составе команды футболист провёл 7 октября 1928 года с «Сан-Кристованом» (0:4).
С 1933 по 1934 год выступал за «Сан-Паулу», проведя 37 матчей. Затем играл в составе «Ботафого» на протяжении 10 встреч

## Достижения
- Победитель турнира Начала чемпионата Рио-де-Жанейро: 1927
- Чемпион Федерального округа (1891—1960) (1): 1935
- Чемпион Уругвая (1): 1933

## Личная жизнь
Силвио был женат на Зелии Хоффман (1924—2007), девичья фамилия Биттенкурт Рибейру. Зелия являлась театральной и киноактрисой.